# Akysis fuscus
Akysis fuscus és una espècie de peix de la família dels akísids i de l'ordre dels siluriformes.

## Hàbitat
Viu a rierols de corrent ràpid a zones d'altitud alta.

## Distribució geogràfica
Es troba a Àsia: conca del riu Kapuas (Borneo, Indonèsia).